# Lamborghini Espada
O Lamborghini Espada é um grand tourer que foi construído pela fabricante de carros Italiana Lamborghini entre 1968 e 1978.
Baseado no conceito Marzal, mostrado no Salão de Genebra de 1967, e no conceito Bertono Pirana, uma versão modificada do Jaguar E-Type, ele foi construída para atender a necessidade de um carro verdadeiramente de 4 lugares na gama de modelos da Lamborghini,  que contava com o 400GT e o Miura. Mil duzentos e dezessete carros foram construídos, fazendo dele o mais bem sucedido modelo da Lamborghini na época.
O carro foi concebido por Marcello Gandini do estúdio Bertone. O nome "Espada" também significa "espada" em espanhol, uma referência à espada que o toureiro usa para matar um touro na Espanha.
O Espada foi, originalmente, equipado com um motor V12 de 4.0L produzindo 325 bhp (329,5 cv), suspensão totalmente independente e freio a disco nas quatro rodas. A maioria das transmissões eram manuais, mas no Espada também foi introduzida uma das primeiras transmissões automáticas capazes de absorver o torque de um grande motor V12. Ela tinha um configuração incomum, com 3 marchas: drive, 1 e ré.

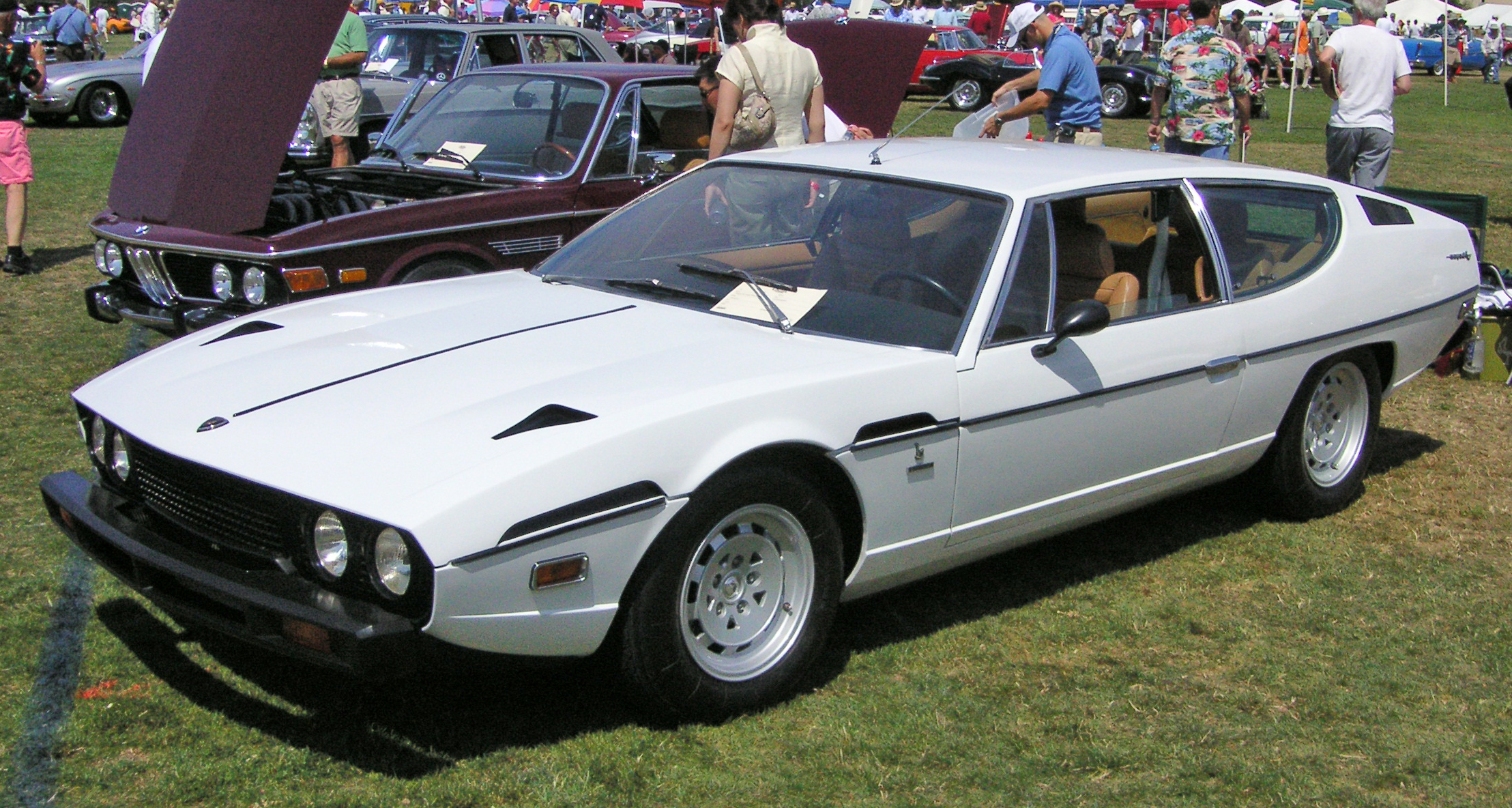
Uma Lamborghini Espada S3

Durante os seus 10 anos de produção o carro sofreu algumas mudanças, e 3 diferentes séries foram produzidas. Estas eram a S1 (1968-1970), a S2 (1970-1972) e a S3 (1972-1978). Cada modelo trouxe ganhos na potência do motor, mas apenas pequenos detalhes foram alterados no design do exterior. Já o interior foi alterado drasticamente entre cada versão. Um painel e um volante totalmente novos foram instalados na S2, e o interior foi novamente renovado para a S3. Em 1970, direção hidráulica foi oferecida como um opcional, e em 1974, a transmissão automática começou a ser oferecida também como opcional. Em 1975 tiveram que ser instalados para-choques para satisfazer um requisito de segurança dos Estados Unidos, algumas pessoas consideram os carros produzidos com eles como sendo a versão S4, mas a Lamborghini não mudou oficialmente a designação.

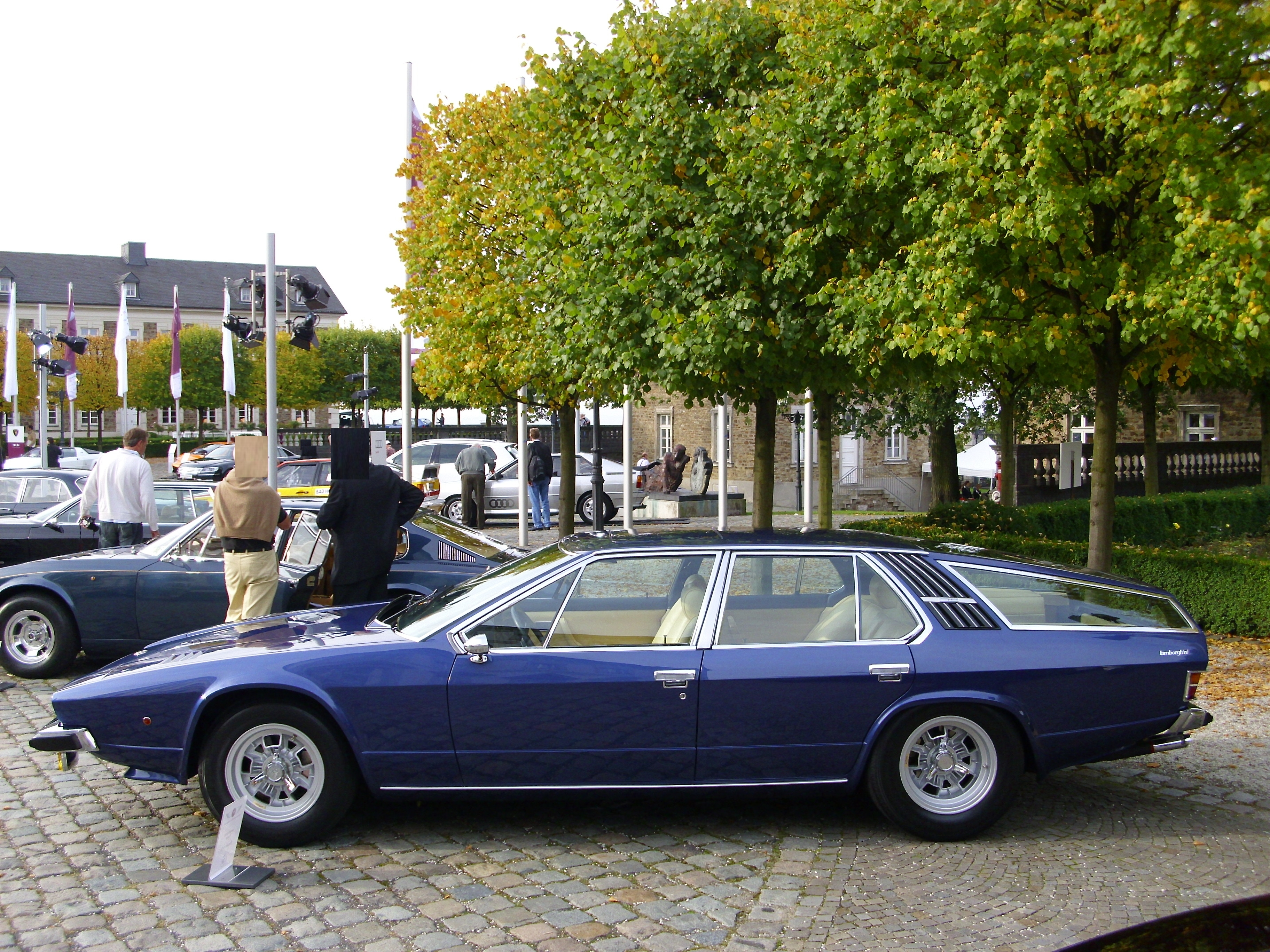
A única Lamborghini Faena construída foi baseada na Espada.

Em 1978, a Lamborghini construíu uma única variação sedan de 4 portas do Espada, chamado Faena. O carro foi estendido em 18 centímetros e foi revelado no Salão de Turin de 1978. Atualmente ele é de um colecionador suíço.

## Tentativas de Relançamento
Em 1999, houve rumores de que uma nova versão da Espada estava em andamento, mas foi bem na época que a Lamborghini estava concentrada em um sucessor para o Diablo, então pouco foi feito além de alguns esboços.
A Edmunds chegou a anunciar a intenção da Lamborghini de reviver o Espada em 2009. Entretanto, o único carro de 4 lugares anunciado desde então foi o Lamborghini Estoque.